# Prova de míssils de Corea del Nord de 1993
La prova de míssils de Corea del Nord es va dur a terme el 29 i 30 de maig de 1993. El govern de Corea del Nord va disparar un míssil Nodong-1 al Mar del Japó (el Mar Oriental de Corea), des d'una base del Comtat de Hwadae prop de la ciutat de Wonsan. El blanc era una boia flotant del Mar del Japó. Corea del Nord estava provant els míssils amb la finalitat d'exportar-lo a l'Iran a canvi de petroli. Oficials japonesos i nord-americans esperaren uns dies abans de fer públic aquest llançament. Després d'això, Corea del Nord va reafirmar el seu compromís amb el Tractat de No-Proliferació Nuclear.
Aquests llançaments de míssils foren la culminació de molts mesos de planificació i negociació amb l'Iran, i el fi de la suposició d'un complot entre l'Iran i Corea del Nord de desenvolupar armes amb la capacitat d'atacar el Japó.
Va començar el març de 1993, amb la recepció de múltiples carregaments de "metalls especials" designats per a la construcció de plataformes de llançament de míssils. Uns dies després, un informe rus indicava que Corea del Nord era en el mercat de "especialistes de míssils" per tal de fer la seva producció de míssils a un negoci més rendible. Oficials russos van detenir un grup de físics nuclears i enginyers aeroespacials del seu país intentant entrar a Corea del Nord, fets que va fer indignar a les autoritats russes. Més tard, el govern de Corea del Nord es van comprometre a no utilitzar tècnics i científics russos per als seus projectes, després de rebre amenaces de tallar les relacions diplomàtiques amb Rússia.
El gener de 1993, el comandant de l'Exèrcit dels guàrdies de la revolució islàmica de l'Iran, Mohsen Rezaee, viatjà a Pyonyang per tancar la compra d'uns 300 míssils Scud de Corea del Nord per uns 2,7 milers de milions de dòlars. En aquell mateix mes, una delegació iraniana viatjà a Corea del Nord per veure els tests finals del míssil Nodong-1, i uns dies després, el 30 de gener, Corea del Nord anuncià la seva sortida del Tractat de No-Proliferació Nuclear. Es va sospitar que degut als bons resultats de les proves, l'Iran tenia la intenció de comerciar petroli per els míssils Nodong, tenint en compte que el país de l'Orient mitjà és el principal exportador de petroli de Corea del Nord (un 40% del petroli).